# Clubiona hyrcanica
Clubiona hyrcanica är en spindelart som beskrevs av Mikhailov 1990. Clubiona hyrcanica ingår i släktet Clubiona och familjen säckspindlar.
Artens utbredningsområde är Azerbajdzjan. Inga underarter finns listade i Catalogue of Life.